# Klášter Lilienfeld
Klášter Lilienfeld (latinsky: Campus liliorum, česky: Pole lilií) je dosud činné cisterciácké opatství s kostelem Nanebevzetí Panny Marie, ležící v Lilienfeldu v Dolním Rakousku, v předhůří Alp.

## Dějiny

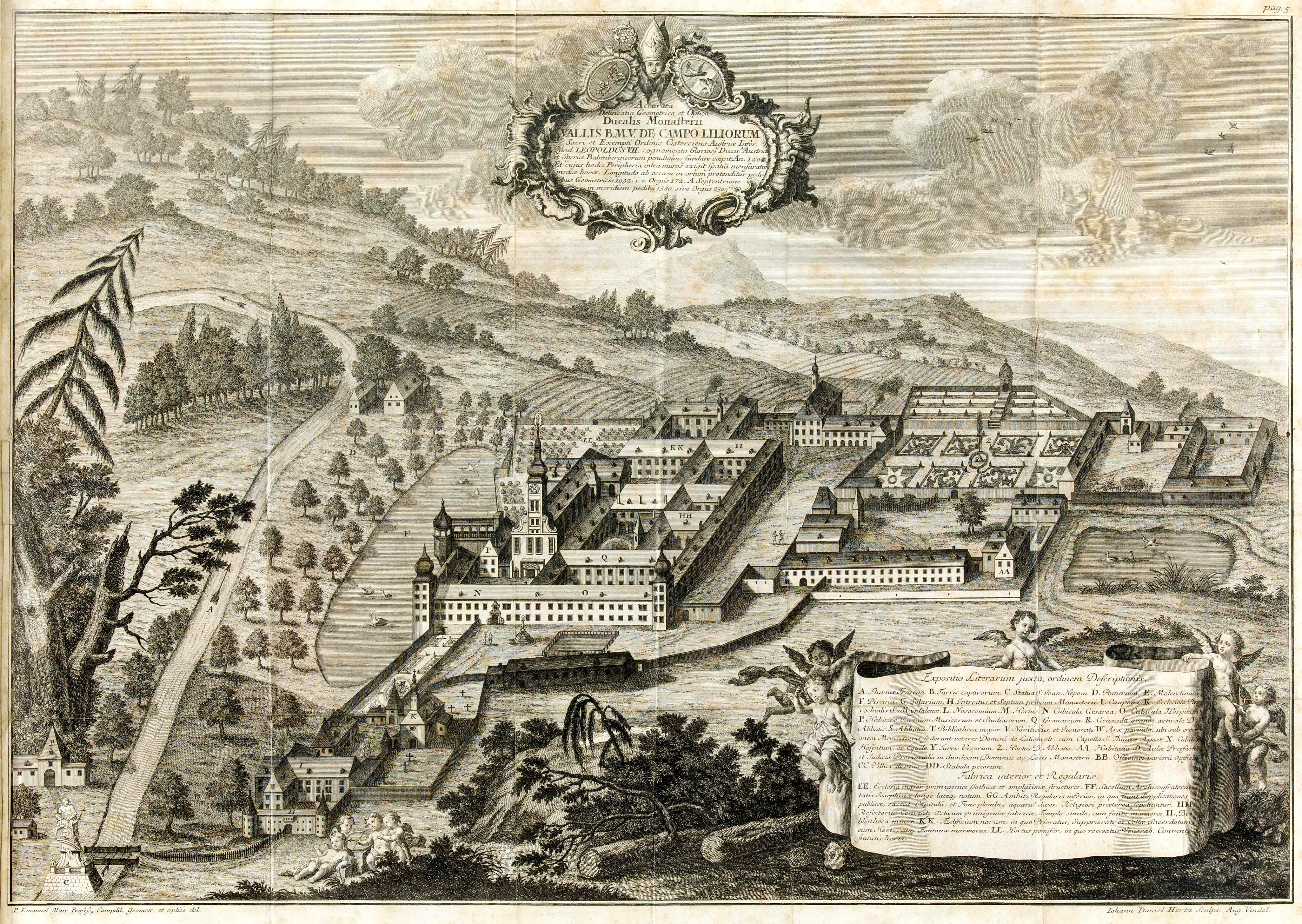
Pohled na opatství z roku 1747

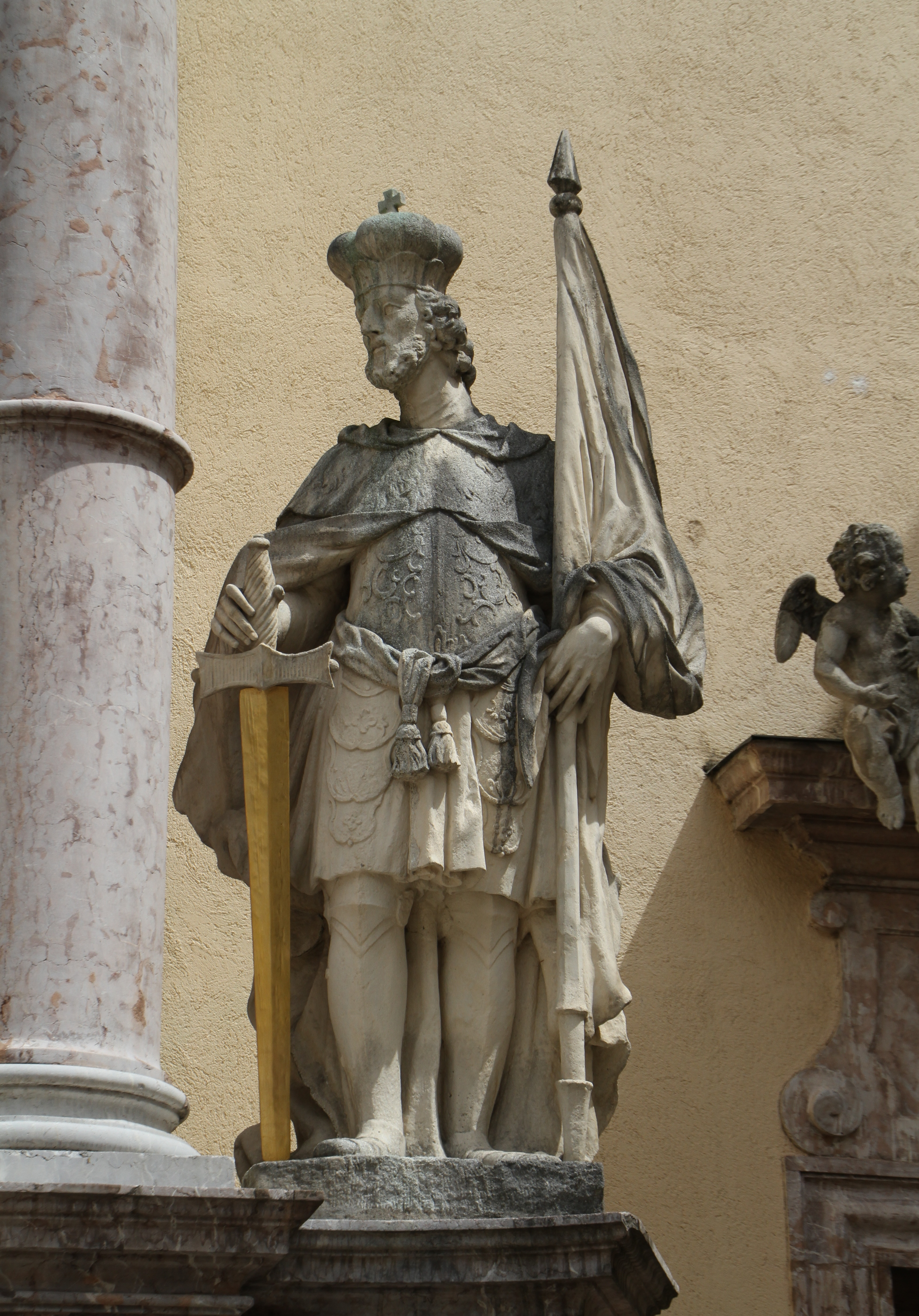
Barokní socha fundátora kláštera, Leopolda VI. Babenberského, na portálu kostela

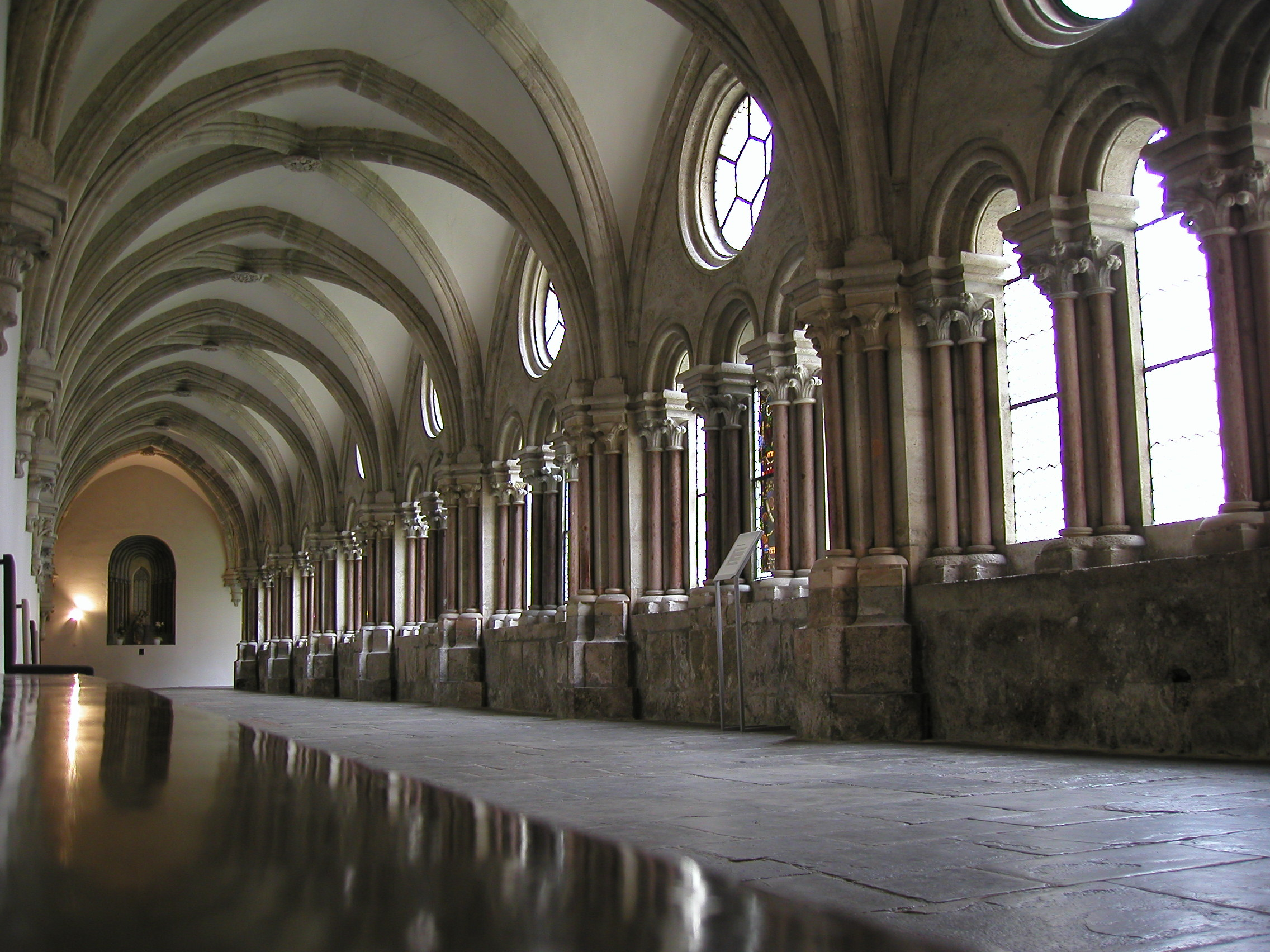
Křížová chodba

Cisterciácké opatství zde roku 1202 založil rakouský a štýrský vévoda Leopold VI. Babenberský. Největší středověký klášter v Rakousku se stal rodovým klášterem rodu Babenberků. Donace rozšířil Fridrich II. Babenberský, řečený Bojovný (1210–1246), Leopoldův 3. syn, poslední vévoda z rodu Babenberků. Klášter byl osídlen mnichy z mateřského kláštera v Heiligenkreuzu a vystavěn tamní hutí ve slohu rané cisterciácké gotiky.
V roce 1217 se zde vévoda Leopold VI. sešel s mnoha šlechtici ze svého panství, aby odtud zahájili pátou křížovou výpravu. Po návratu z výpravy vévoda opatství daroval relikvii ze Sv. Kříže, kterou přivezl z Konstantinopole. Zemřel během mírových jednání 28. července 1230 v italském San Germanu. Jeho ostatky byly převezeny do Lilienfeldu, kde se dne 30. listopadu 1230 konal slavný pohřební obřad, spojený s vysvěcením nového kostela a kláštera. Na památku zakladatele zasvětil pasovský biskup Ulrich v kostele čtyři oltáře křižáckým světcům: archandělu Michaelovi, Vilémovi Vyznavači, Janu Křtiteli a sv. Ondřejovi. Fundaci svého otce potvrdil a rozhojnil Leopoldův třetí syn, Fridrich II. Babenberský, řečený Bojovný (1210–1246), poslední vévoda z rodu Babenberků. Jeho sestra, Markéta Babenberská, česká královna a první manželka Přemysla Otakara II., byla pohřbena také v lilienfeldském kolegiátním kostele.
Ve 14. století proslavili zdejší skriptorium opat Ulrich a mnich Christan (Christian). Mniši se starali o chudé a nemocné a zajišťovali ubytování pro hosty. ell v Türnitzu, byla pohřbena v presbytáři kolegiálního kostela Lilienfeld. Po opakovaných vpádech husitů musel opat Petr Krotenthaler dát opatství opevnit. V době reformace opustilo klášter i řeholi mnoho mnichů, k roku 1587 jich zůstalo jen šest.
Během 17. století nastal opětovný rozkvět kláštera, opat Ignaz Krafft († 1638) založil teologicko-filozofické učiliště, činné až do 19. století. Opat Mattheus Kollweiss (1650–1695) byl generálním opatem cisterciáckého řádu a císařským komisařem pro rekatolizaci dolního Rakouska. Zdejší laické bratrstvo sv. Josefa mělo roku 1781 200 000 členů. Když klášter zbankrotoval v důsledku velkolepých stavebních projektů na farách svého panství, prohlásil prý císař Josef II., "už je čas ho zrušit" a 24. března 1789 tak učinil, přestože kláštery se školou měly být zachovány.. Mnohá umělecká díla byla následně zničena, gotické sklomalby přeneseny do Svatoštěpánského dómu ve Vídní, cenné rukopisy odvezeny do c. a k. Dvorní knihovny ve Vídni, olověná kašna z křížové chodby prodána jako kov k roztavení slévárně. Zrušeny byly také poutní cesty do Mariazell, které zde měly své výchozí místo. Zkázu dovršil požár z roku 1810. Od roku 1812 začala obnova kláštera. Pokračovala systematicky až do druhé světové války, kdy klášter obsadili nacisté a počátkem roku 1945 došlo k vyplenění budov. 9. dubna 1976 papež Pavel VI. prohlásil klášterní kostel za basiliku minor.

### Česko-rakouské styky
Mezi profesy a mnichy v Lilienfeldu byli a jsou tradičně zastoupeni Češi. V profesní knize kláštera lze napočítat tři desítky českých jmen a další pocházeli z německých jazykových oblastí Čech. V období biedermeieru opat Ambrož Bečička (1825–1865) založil nynější klášterní park a zabýval se pěstováním exotických rostlin. V současnosti patří do zdejší komunity český kněz a historik Jáchym Dalimil Zítko.

## Architektura
První stavební plány kostela a kláštera vytvořila cistercko-burgundská stavební huť, přišlá z Heiligenkreuzu. Její členové v letech 1218–1220 postavili také palácovou kapli v Klosterneuburgu. Závěr trojlodní baziliky s příčnou lodí a pravoúhlým chórem měl vzory v Clairvaux, Pontigny nebo v Citeaux. K příčné lodi z jižní strany přiléhá sakristie a za ní kapitulní síň, do které se vstupuje z křížové chodby. Z křížové chodby na jižní straně vybíhá do rajského dvora klenutá architektura studničního stavení. Také ostatní budovy kláštera jsou situovány po jižní straně od kostela. V 17. století byly k dosavadní architektuře přistavěny z východu, jihu a západu barokní trakty: konvent, knihovna, prelatura a trakt pro hosty. Počátkem 18. století byla propadlá střecha v křížení kostela nahrazena věží a zřízena západní empora. Stavební úpravy dovršil opat Chrysostomus Wieser mezi léty 1730–1746.

### Kostel Nanebevzetí Panny Marie
S délkou 83 metrů jde o největší stojící kostel v dolním Rakousku. Gotické vstupní průčelí s ústupkovým portálem je rámováno barokním volutovým štítem na sloupech, po stranách jsou barokní sochy zakladatelů Leopolda VI. a Leopolda III., na římse sousoší Svaté rodiny mezi dvěma anděly. Tesané nápisy označují patrocinium kostela (Templum honoribus beatae Mariae Virginis Assumptae dicatum) a stavbu za vlády Ferdinanda III. "svatého a spravedlivého.
Interiér má raně gotické architektonické články (sloupy, křížové klenby a konzoly) a barokní zařízení:
- Hlavní oltář, chórové lavice a kazatelna: vytvořil je laický bratr Ludwig Kogel († 1741), mramorové části tesané z červeného lilienfeldského mramoru a z černého mramoru Türnitzkého; dřevěné části černě mořené nebo přírodní s intarziemi; obraz Nanebevzetí Panny Marie s apoštoly u prázdného hrobu namaloval Daniel Gran
- čtyři oltářní obrazy u pilířů v lodi namaloval Martin Altomonte († 1745)
- oltářní obrazy v chóru namaloval Johann Georg Schmidt zvaný Wiener-Schmidt
- Caesariova gotická kaple s alabastrovým reliéfem Krista na hoře Olivetské v barokním oltáři
- Kaple sv. Josefa - klasicistní oltář z roku 1822
- epitafy opatů
- Velké varhany na západní empoře postavil Ignaz Gatto z Kremže v letech 1767–1768; malé varhany v chóru jsou z roku 1740
- Šest gotických sklomaleb, náměty: Život Kristův a Mariin - vsazeny v oknech křížové chodby, z 1. třetiny 14. století
- Sakristie - raně barokní, starozákonní a novozákonní scény malované na klenbě

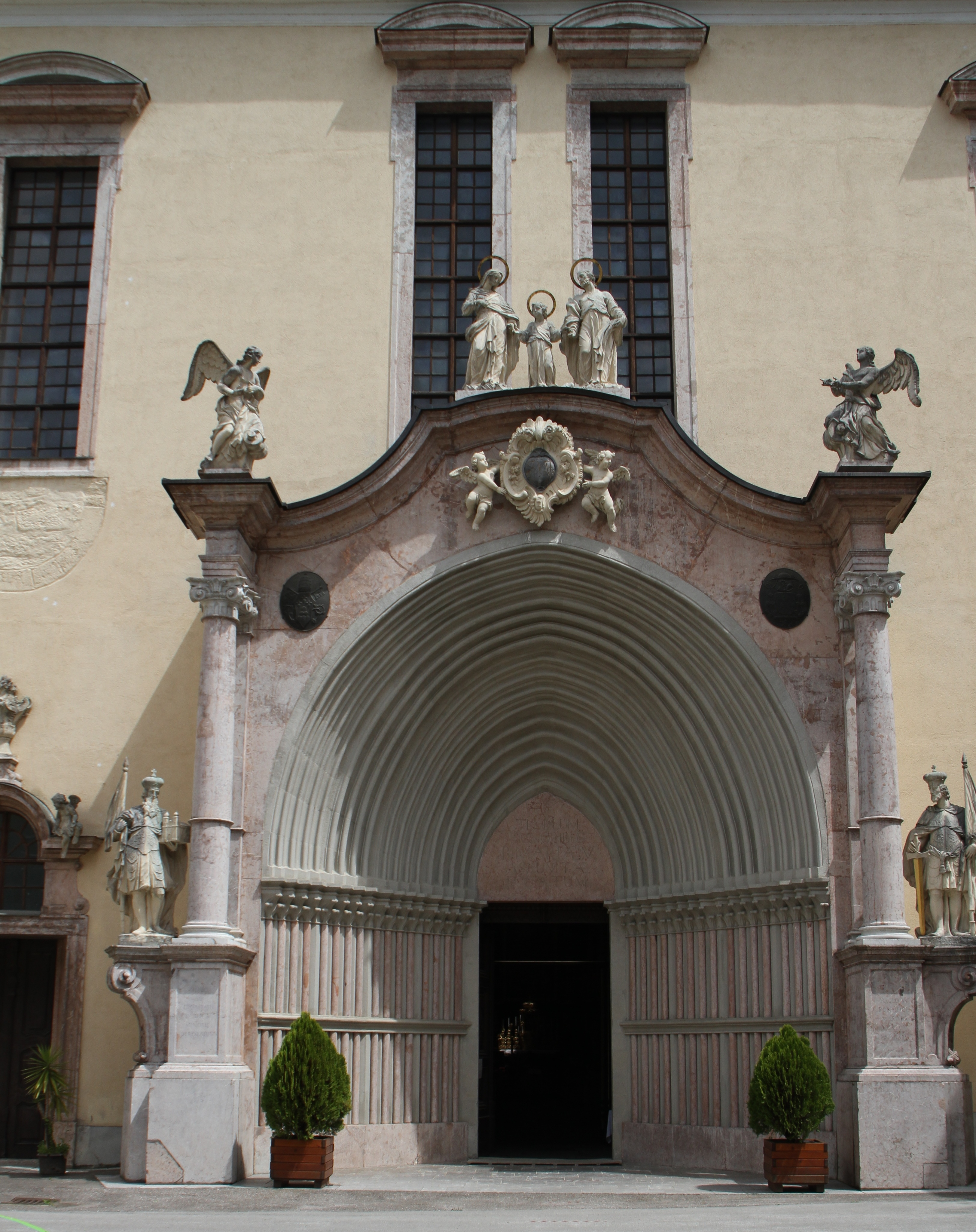
Portál kostela
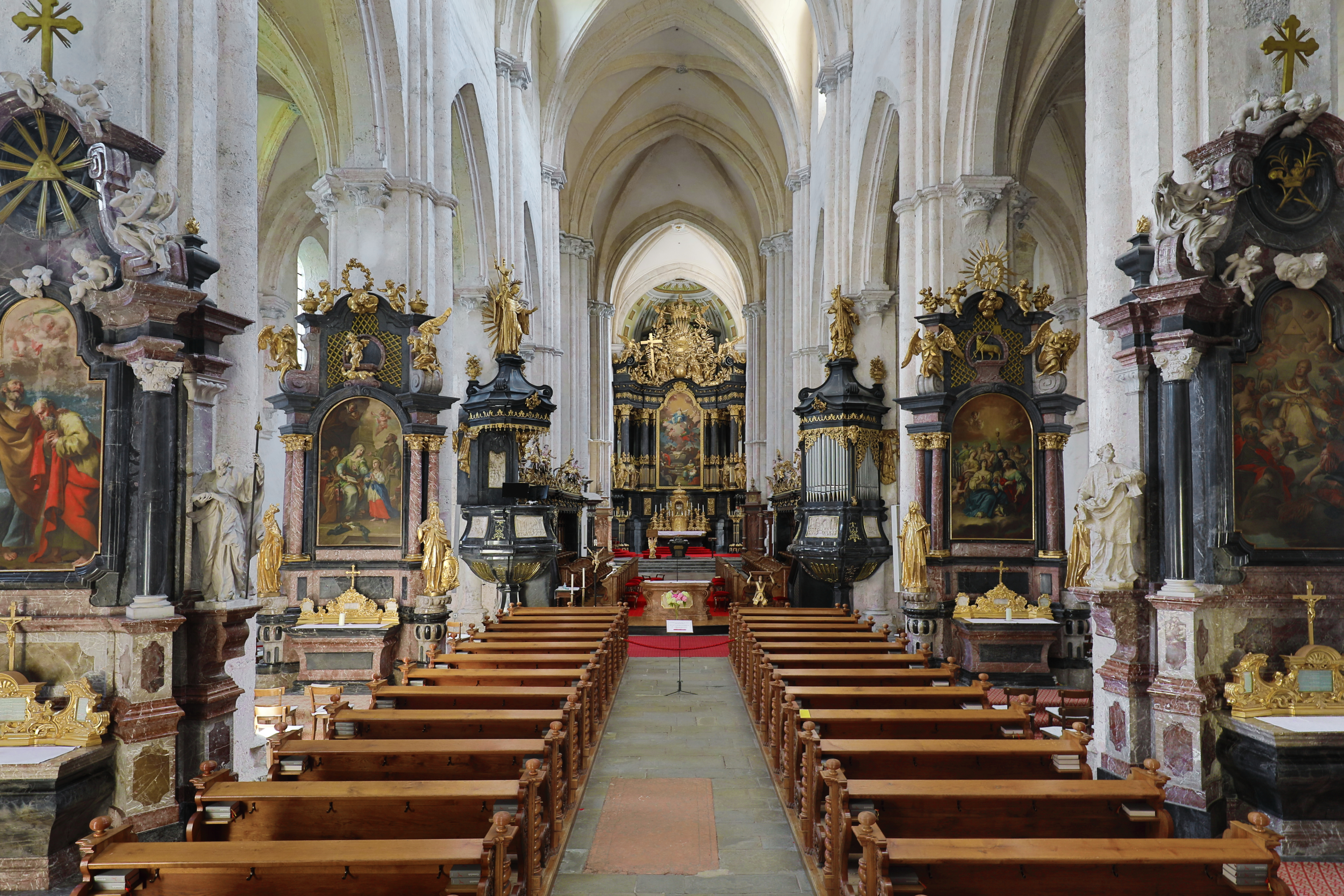
Křížení a hlavní oltář
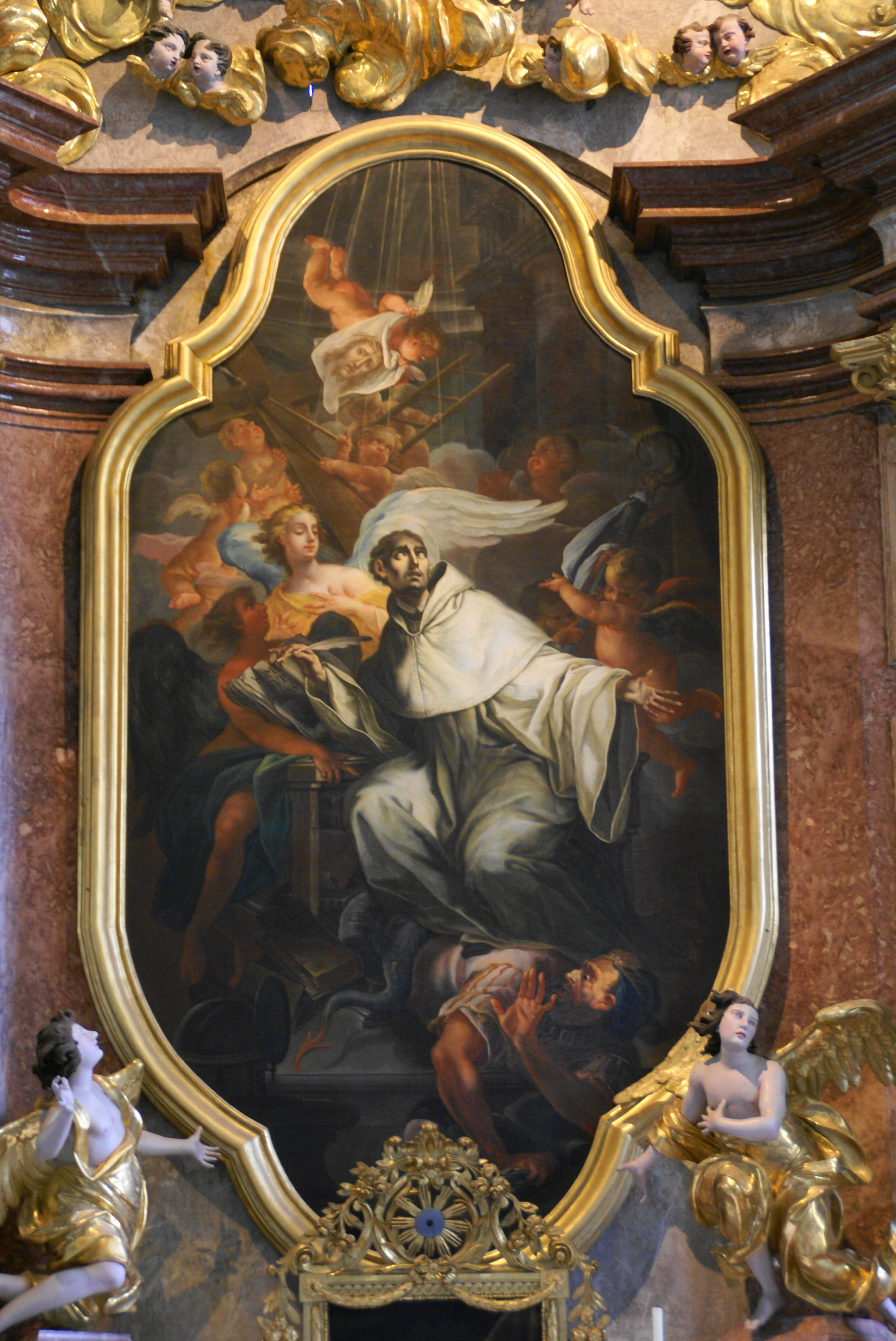
Oltář sv. Bernarda
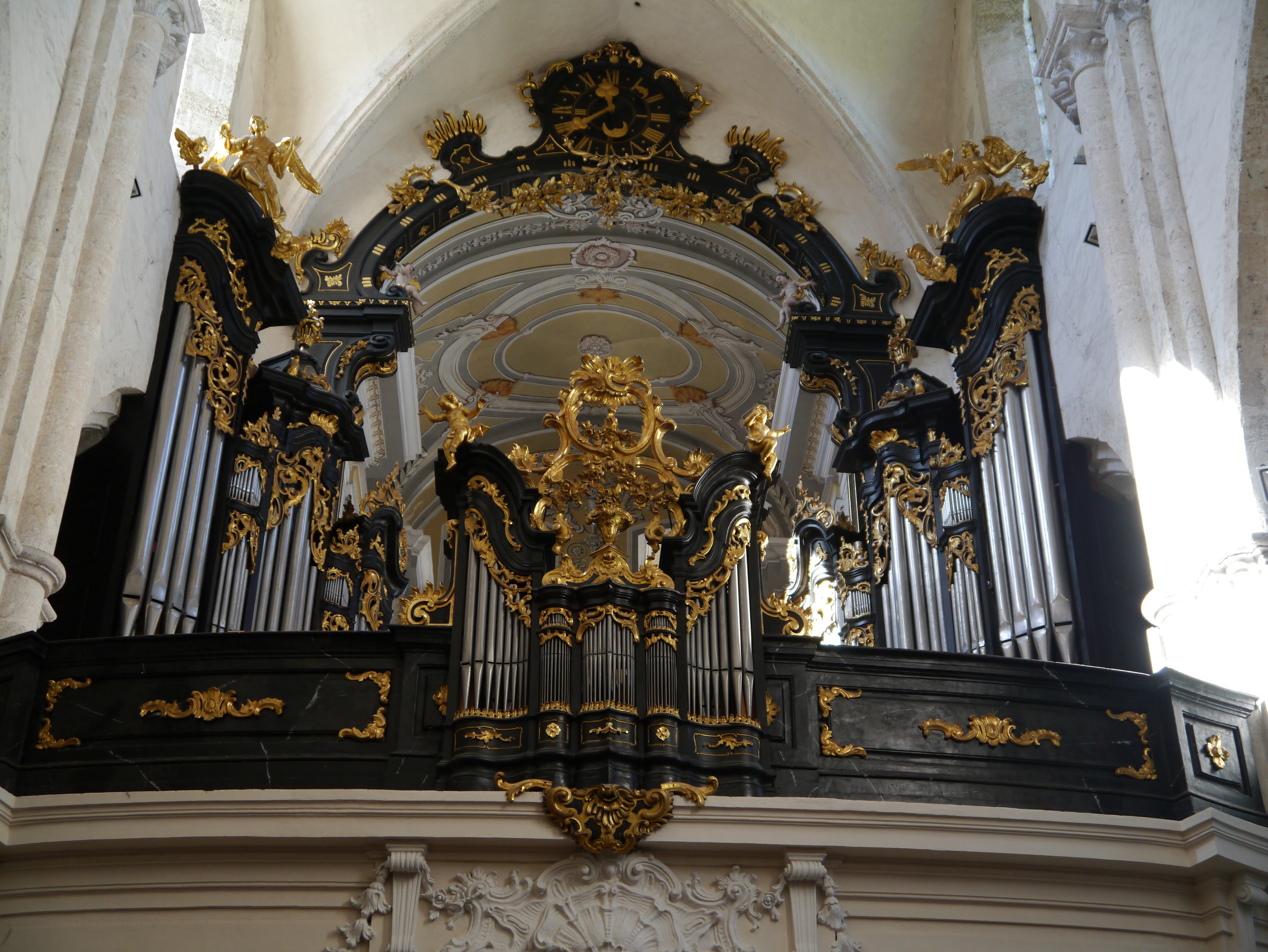
Větší varhany
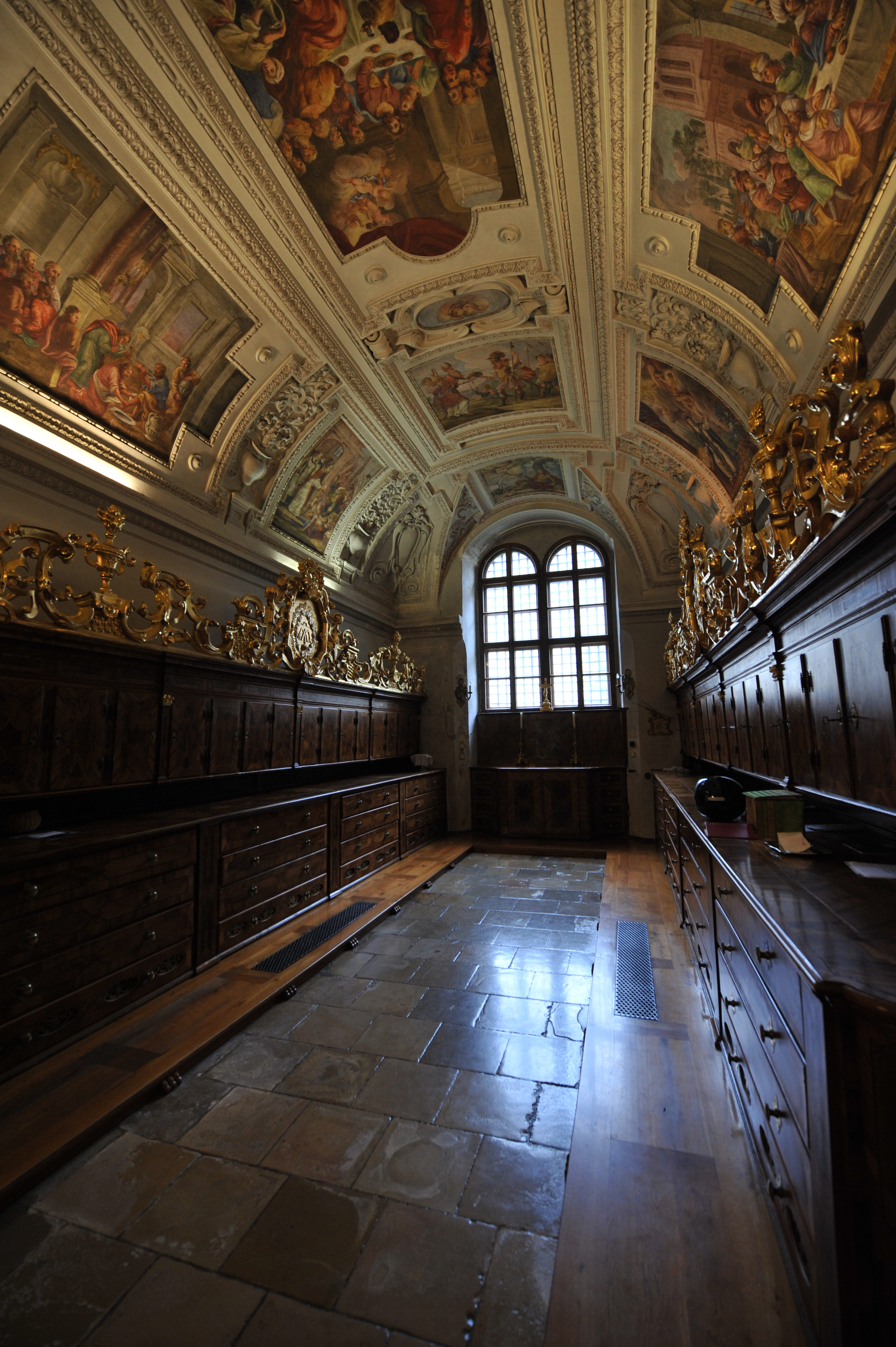
Sakristie
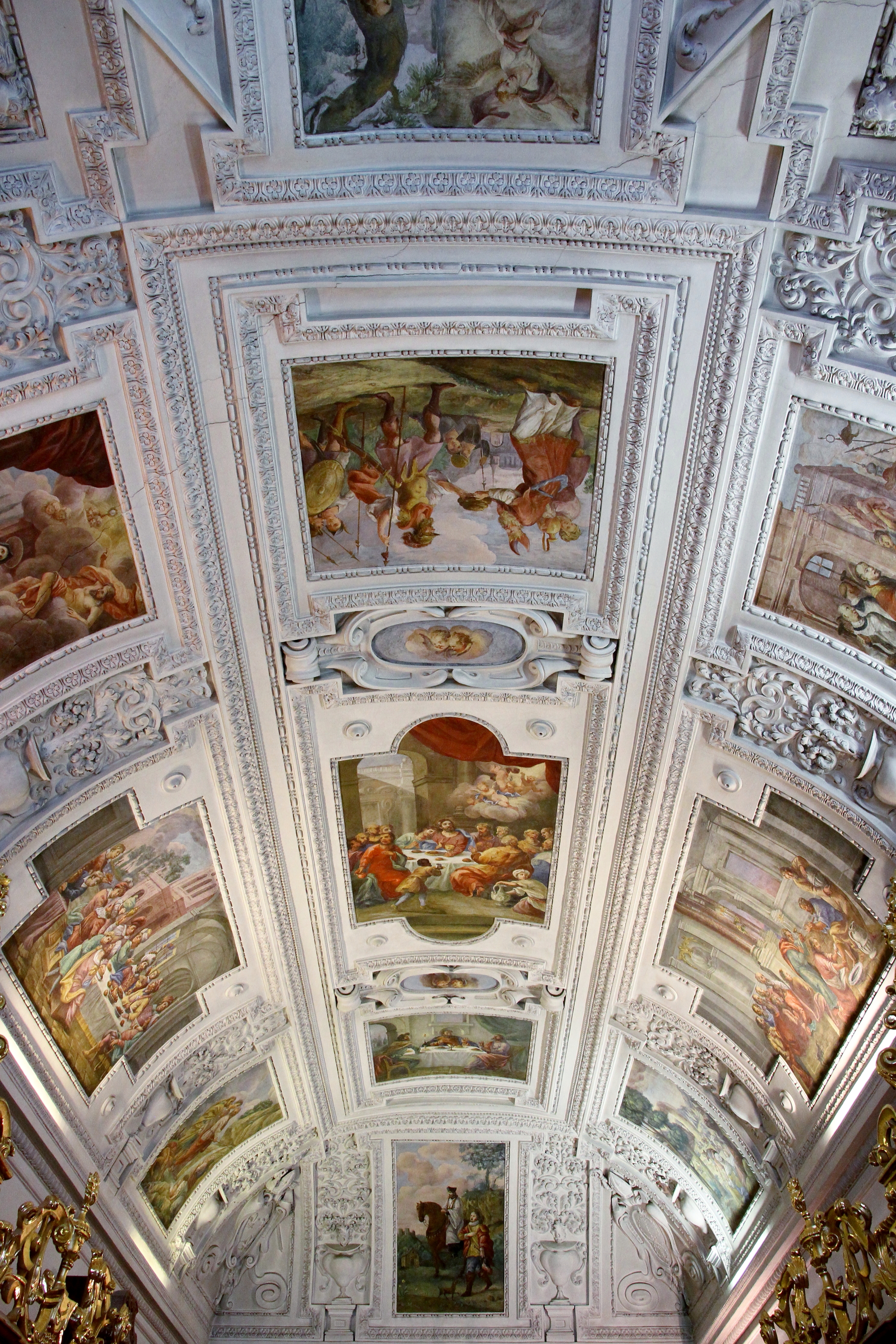
Fresky na klenbě sakristie
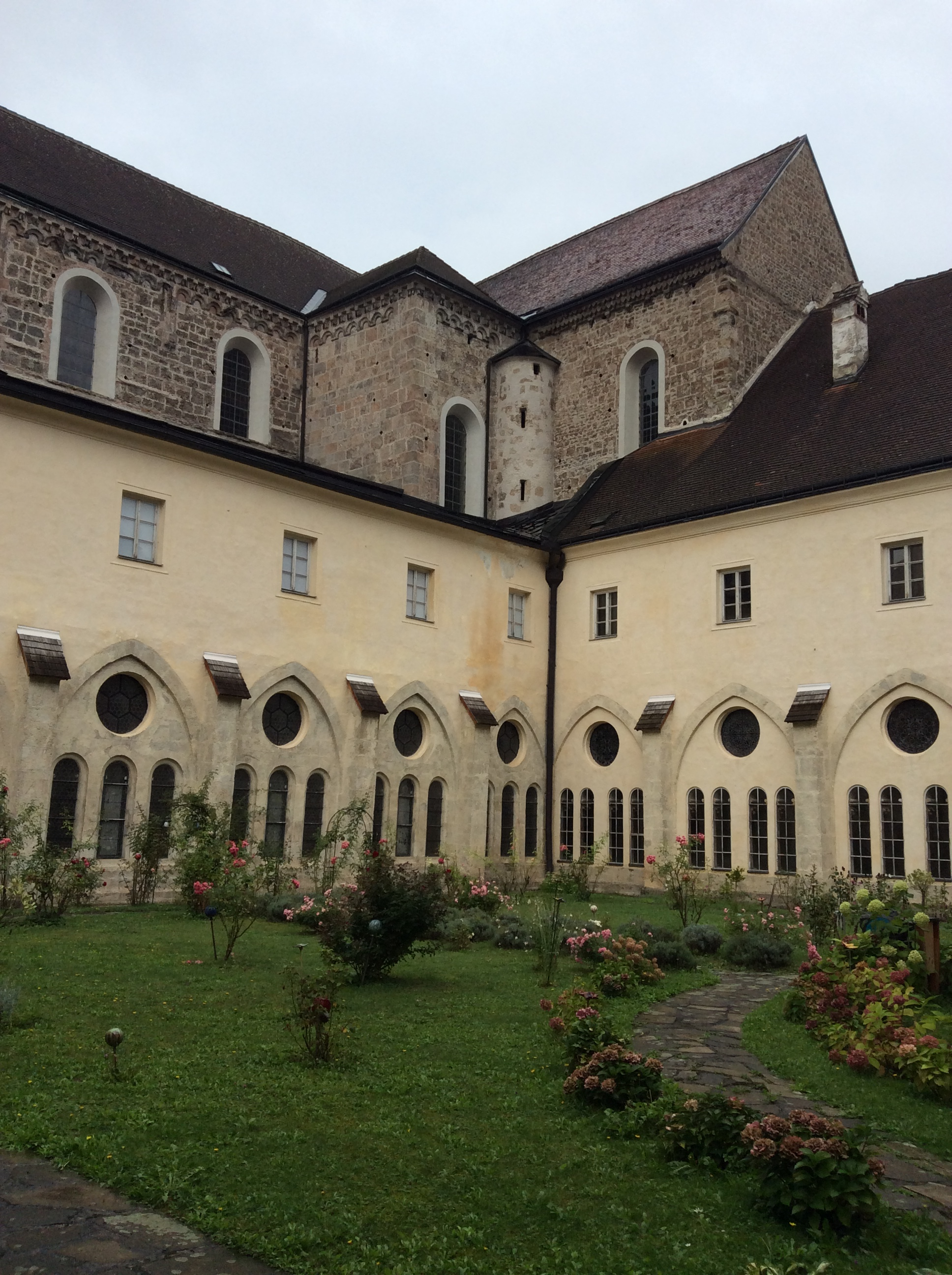
Křížení kostela a rajská zahrada
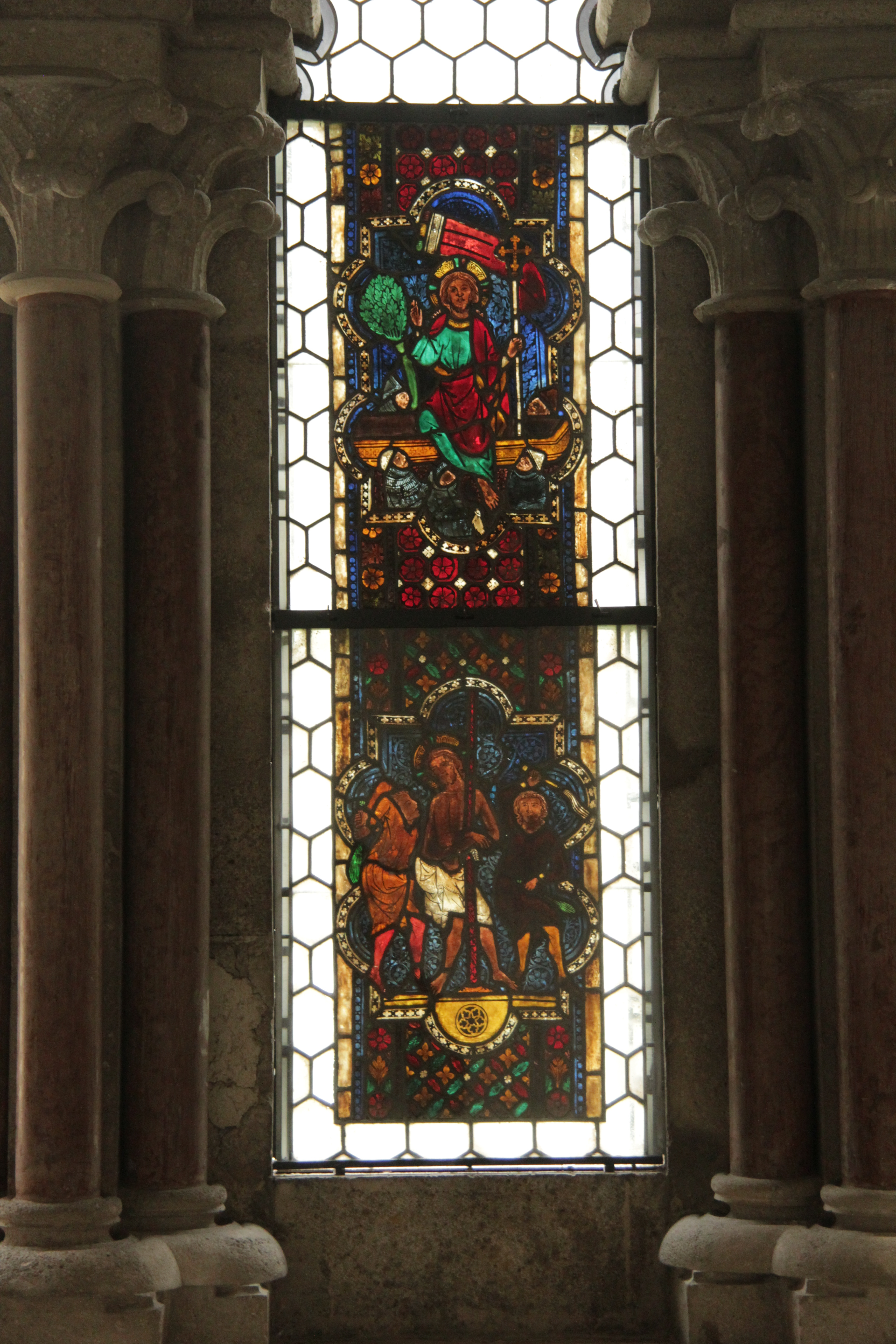
Sklomalby: Bičování a Vzkříšení Krista
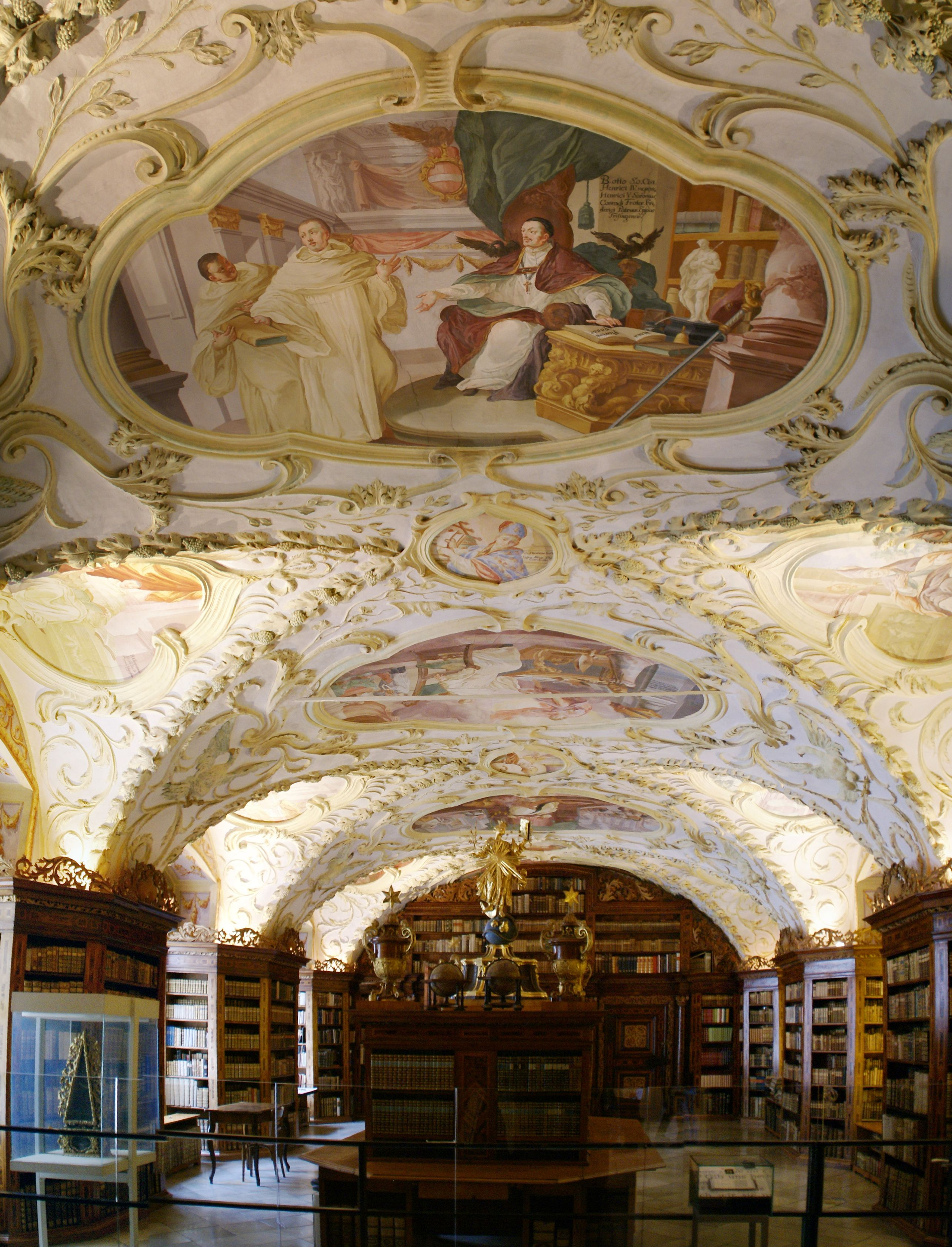
Knihovna

## Pohřbeni v klášterním kostele
- Leopold VI. Babenberský (1176–1230), rakouský vévoda: barokní kenotaf z černého mramoru ve tvaru sarkofágu stojí před hlavním oltářem, ostatky uloženy v kryptě)
- Markéta Babenberská (1204/1205 – 1266), česká královna, rakouská a štýrská vévodkyně, barokní kenotaf v ochozu chóru
- Cimburgis Mazovská (1394? –1429), rakouská vévodkyně, matka císaře Fridricha III., zemřela na poutní cestě do Mariazell v Türnitz
- Fridrich z Hohenbergu († 1459)

## Klášter
- Křížová chodba z let 1230-1260, 2 okenní sklomalby z. třetiny 14. století (Zvěstování a Korunování P. Marie, Král Manasse), u vchodu do kapitulní síně gotická socha Krista bolestného
- Studniční stavení s kamennou kašnou
- Cellarium - dvoulodní raně gotický sál s křížovými klenbami
- Barokní sloup se sochou Panny Marie Immaculaty na nádvoří